# Кокошкі (Великопольське воєводство)
Кокошкі (пол. Kokoszki) — село в Польщі, у гміні Некля Вжесінського повіту Великопольського воєводства.
Населення — 150 осіб (2011).
У 1975-1998 роках село належало до Познанського воєводства.

## Демографія
Демографічна структура станом на 31 березня 2011 року:
|          | Загалом | Допрацездатний вік | Працездатний вік | Постпрацездатний вік |
| -------- | ------- | ------------------ | ---------------- | -------------------- |
| Чоловіки | 79      | 18                 | 57               | 4                    |
| Жінки    | 71      | 17                 | 40               | 14                   |
| Разом    | 150     | 35                 | 97               | 18                   |